# Rolandas Alijevas
Rolandas Alijevas, né le 20 janvier 1985, à Kaunas, en République socialiste soviétique de Lituanie, est un joueur lituanien naturalisé azerbaïdjanais de basket-ball. Il évolue aux postes de meneur et d'arrière.

## Palmarès
- Coupe de Pologne 2007
- Coupe de Russie 2012
- Ligue baltique 2015
- Meilleur passeur du championnat de Lituanie 2011, 2016
- Finaliste du championnat d'Europe des 20 ans et moins 2005
- Champion du monde des 21 ans et moins 2005
- Vainqueur de l'Universiade d'été de 2007